# OS X Yosemite
OS X Јосемити (енгл. OS X Yosemite) (верзија 10.10) је једанаесто велико издање OS X, Еплових десктоп и сервер оперативних система за Мекинтош рачунаре.
OS X Yosemite је најављен и објављен за програмере 2. јуна 2014. на Епловој светској програмерској конференцији (WWDC 2014), а јавна бета верзија за тестирање је објављена 24. јула 2014. Систем је за остале кориснике објављен 16. октобра 2014. По новој шема давања имена по најзначајнијим обележијима Калифорније, представљен је OS X Yosemite, који је добио име по националном парку Јосемити.
Средином 2007. iMac је постао први iMac који је подржавао 7 великих OS X ажурирања: 10.4, 10.5, 10.6, 10.7, 10.8, 10.9, и 10.10.

## Карактеристике

### Дизајн
Јосемити је представио велики ремонт OS X корисничког интерфејса. Његова графика је заменила скјуморфизам са равним (флет) графичким дизајном и замућеним транслуцентним ефектима, који су већ представљени у iOS 7. Неке иконице су промењене да би одговарале онима на iOS 7 и iOS 8. Јосемити подржава OS X десктоп метаморф.
Остале промене дизајна укључују нове иконице, светлије и тамније колор шеме и замену стандардног системског фонта. Lucida Grande је замењена са Helvetica Neue. Док је постао 2Д транслуцентни правоугаоник. Више није био скјуморфна стаклена полица, која је подсећала на пређашње верзије дока које су коришћене у OS X Tiger и у iOS још од iOS 7.

### Континуитет
Многе од нових карактеристика овог система фокусирају се тему континуитета, повећавају његову интеграцију са другим Епловим сервисима и платформама као што су iOS и iCloud. Лака финкционалност дозвољава оперативном систему да врши интеграцију са уређајима који имају iOS 8 систем преко паметног блутута и вај-фаја; корисници имају могућност да зову и одговарају на позиве користећи свој ајфон као проводник, могу да шаљу и примају поруке, повежу се са рачунаром, или учитају било шта на чему раде или су радили на некој мобилној апликацији (као на пример могу да учитају недовршене поруке из и-мејла или тазне табеле) дирекно на свој десктоп рачунар.

### Центар за обавештавање
Центар за обавештавање је добио нову „Данас” опцију, сличну оној на iOS-у. „Данас” опција има могућност да покаже све информације и ажурира вести из разних извора заједно са системским додацима (виџетима). Виџети у „Данас” опцији су слични онима на iOS 8.

### Остало
Спотлајт је израженији део оперативног система; сада показује поље за претраживање на средини екрана и укључује резултате из онлајн извора, укључујући Бинг, Епл Мапе и Википедију. Апликације попут Сафарија и Мејла су надограђене. Конкретно, доста заштитних карактеристика је додато у Сафари, као на пример побољшано брисање историје претраживања која допушта да корисник избрише историју, колачиће, и остале податке из пређашњег сата, дана или 2 дана. Поред тога, Епл је додао DuckDuckGo, претраживач који не складишти корисникове податке, у своје понуђене претраживаже.
Зелено „зум” дугме на прозорима сада је добило различиту функцију у апликацијама које подржавају режим рада на целом екрану. Уместо да само повећа прозор, дугме сада улази у режим рада на целом екрану, што је елиминисало посебно дугме за режим рада на целом екрану које се налазило у горњем десном углу прозора коришћено још од OS X Lion. Међутим, држећи Option тастер (⌥) док кликћете зум тастер или двокликом на оквир прозора, враћа се на оригиналну функцију.‍:123–124
Јаваскрипт за аутоматизацију (JXA) је нова системска подршка за скриптовање са јаваскриптом, изграђеним на јаваскрипт језгру и јаваскрипт ОSА. То карактерише Objective-C мост који омогућава да све Какао (АPI) апликације буду програмиране у јаваскрипту.

## Бета тестирање
Епл је покренуо нови јавни бета програм за OS X, тренинг који није виђен са њиховим оперативним системима од 2000. године када је коштао 29.95 долара и звао се Mac OS X Public Beta, ком је претходило објављивање OS X Cheetah. Јосемити је део OS X Beta Seed програма, јавног програма који је омогућио да првих милион корисника могу да скину и тестирају Јосемити бета верзију бесплатно. Људи који су тестирали бета верзију су били у обавези да прихвате све потенцијане ризике које је укључивало предобјављивање софтвера и морали су да потпишу споразум о необелодањивању (NDA). Програм је почео објављивањем јавних бета верзија, 24. јула 2014. Шест јавних бета верзија Јосемитија је било објављено.

## Издања
| Верзија | Изградња                              | Датум             | Назив ОС    | Напомене                           | Самостално преузимање                                                                    |
| ------- | ------------------------------------- | ----------------- | ----------- | ---------------------------------- | ---------------------------------------------------------------------------------------- |
| 10.10   | 14A389                                | 16. октобар 2014  | Дарвин 14.0 | Оригинално Мек Ап Стор издање      |                                                                                          |
| 10.10.1 | 14B25                                 | 17. новембар 2014 | Дарвин 14.0 | О OS X Yosemite v10.10.1 ажурирању | OS X Yosemite 10.10.1 Индивидуално ажурирање                                             |
| 10.10.2 | 14C109                                | 27. јануар 2015   | Дарвин 14.0 | О OS X Yosemite v10.10.2 ажурирању | OS X Yosemite 10.10.2 Индивидуално ажурирање OS X Yosemite 10.10.2 Комбиновано ажурирање |
| 10.10.2 | 14C1510 (Заштитно ажурирање 2015-002) | 9. март 2015      | Дарвин 14.0 | О OS X Yosemite v10.10.2 ажурирању | Заштитно ажурирање 2015-002 Yosemite                                                     |
| 10.10.2 | 14C1514 (Заштитно ажурирање 2015-003) | 19. март 2015     | Дарвин 14.0 | О OS X Yosemite v10.10.2 ажурирању | Заштитно ажурирање 2015-003 Yosemite                                                     |

## Системски захтеви
Већина Мекинтош рачунара која је способна је да подржи OS X Mountain Lion (v10.8.x) може да подржи и Јосемити; сви модели који су способни је подрже OS X Mavericks (v10.9.x) могу да користе Јосемити, јер они имају исте системске захтеве. Међутим, да би могли у потпуности да користе карактеристику пребацивања са мобилног на рачунарски режим и обрнуто, траже се минимални системски захтеви, који укључују Мек са паметним блутутом (блутут 4.0).
Ово су модели који су компатибилни са OS X Yosemite (са изузецима):
- iMac (средина 2007. или касније)
- MacBook (касна 2008. и рана 2009. или касније)
- MacBook Pro (13-инчни, средина 2009. или касније; 15-инчни, средина/касна 2007. или касније; 17-инчни, касна 2007. или касније)
- MacBook Air (касна 2008. или касније)
- Mac Mini (рана 2009. или касније)
- Mac Pro (рана 2008. или касније)
- Xserve (рана 2009)

Ови Еплови модели који могу да подрже нове карактеристике као што су, пребацивање са мобилног на рачунарски режим и обрнуто, инстантно повезивање, а и ЕрДроп су:
- MacBook Air (средина 2012. или касније)
- MacBook Pro (средина 2012. или касније)
- iMac (касна 2012. или касније)
- Mac Mini (касна 2012. или касније)
- Mac Pro (касна 2013. или касније)

## Критике
У току је дискусија међу истакнутим програмерима и веб-блогерима о квалитету Епловог софтвера и његовој стабилности, пре свега о OS X Yosemite и iOS 8. Неки корисници који су надоградили свој систем са OS X Mavericks на OS X Yosemite су се жалили да Фајндер не може да им покаже садржај фолдера где се налазе апликације.
Спотлајт на Јосемитију стандардно извештава о корисниковој тренутној локацији (на нивоу града) и све њихове претраге и упите пријављује Еплу и трећим лицима. Извештавање Спотлајта може бити искључено од стране корисника, али, иако је ово урађено, Сафари, интернет претраживач ће наставити да шаље ваше претраге Еплу осим ако ова функција није посебно искључена.